# Mutație amorfă
Face parte din mutațiile de gen . Mutațiile genice antimorfe includ mutații în care o alelă mutantă provoacă formarea unui produs care inhibă sinteza sau acțiunea produsului alelei originale a acestei gene. Mutațiile genice non-morfice se caracterizează prin faptul că alela mutantă determină sinteza în corp a unui produs biochimic diferit de produsul care este specific pentru alela originală care nu mută și nu interacționează cu acest produs. Uneori, în organism, ca urmare a acestei mutații, produsul caracteristic unei gene determinate încetează să mai fie produs, adică gena este complet inactivată. Această mutație se numește amorfă.